# X-Akták (Semic)
Az X-Akták egy kezdetben havonta, majd kéthavonta megjelenő képregénysorozat volt, ami Magyarországon az Semic Interprint kiadásában jelent meg az 1997-es esztendőben.

## Története
1997-ben egy új képregénysorozat került az újságárusokhoz, a híres X-akták című sorozat alapulvételével készült képújság. A magyar kiadás az 1995 és 1998 között, Topps Comics kiadó által publikált 41 részes sorozatból közölt néhány számot. Ugyancsak e kiadó egyik évkönyvét jelentette meg az Semic a magyar sorozat keretében. Habár a magyar 6. szám végén az szerepel, hogy a kiadvány a következő évben is folytatódik, ám 1998-ban már nem találkozhattunk Fox Mulder és Dana Scully, az FBI 2 kitűnő ügynökének kalandjaival. A megszűnéshez sajnos az vezetett, hogy sok egyéb képregényhez hasonlóan kevés vásárlója volt a lapnak. A 6. számban megkezdett Valószerűtlen érzések című többrészes történet közlése így örökre félbemaradt.

## Számok
A megjelent számok 50 oldalasak voltak, és két amerikai számot foglaltak magukban.

### X-akták #1
- Megjelent: 1997. január
- Borító eredetije: The X-Files Vol. 1 #2 (1995. február)
- Borítót rajzolta: Miran Kim
- Eredeti ár: 228 Ft
- Főbb szereplők:
- Megjegyzés:

| eredeti kiadvány      | eredeti megjelenés | írta            | rajzolta       | fordította  | történet eredeti címe            | történet magyar címe    |
| --------------------- | ------------------ | --------------- | -------------- | ----------- | -------------------------------- | ----------------------- |
| The X-Files Vol. 1 #2 | 1995. február      | Stefan Petrucha | Charles Adlard | Bata István | The Dismemberance of Things Past | Ne bolygassuk a múltat! |
| The X-Files Vol. 1 #3 | 1995. március      | Stefan Petrucha | Charles Adlard | Bata István | A Little Dream of Me             | Az én kis álmom         |

### X-akták #2
- Megjelent: 1997. február
- Borító eredetije: The X-Files Vol. 1 #6 (1995. június)
- Borítót rajzolta: Miran Kim és Michael Grecco
- Eredeti ár: 228 Ft
- Főbb szereplők:
- Megjegyzés:

| eredeti kiadvány      | eredeti megjelenés | írta            | rajzolta       | fordította  | történet eredeti címe              | történet magyar címe              |
| --------------------- | ------------------ | --------------- | -------------- | ----------- | ---------------------------------- | --------------------------------- |
| The X-Files Vol. 1 #4 | 1995. április      | Stefan Petrucha | Charles Adlard | Bata István | Firebird Part One: Khobka's Lament | A tűzmadár 1. rész: Kobka panasza |
| The X-Files Vol. 1 #5 | 1995. május        | Stefan Petrucha | Charles Adlard | Bata István | Firebird Part Two: Crescit Eundo   | A tűzmadár 2. rész: Crescit Eundo |

### X-akták #3
- Megjelent: 1997. március
- Borító eredetije: The X-Files Vol. 1 #1 (1995. január)
- Borítót rajzolta: Miran Kim
- Eredeti ár: 228 Ft
- Főbb szereplők:
- Megjegyzés:

| eredeti kiadvány      | eredeti megjelenés | írta            | rajzolta       | fordította  | történet eredeti címe                  | történet magyar címe                   |
| --------------------- | ------------------ | --------------- | -------------- | ----------- | -------------------------------------- | -------------------------------------- |
| The X-Files Vol. 1 #6 | 1995. június       | Stefan Petrucha | Charles Adlard | Bata István | Firebird Part Three: A Brief Authority | A tűzmadár 3. rész: Pünkösdi királyság |
| The X-Files Vol. 1 #1 | 1995. január       | Stefan Petrucha | Charles Adlard | Bata István | Not to be Opened Until X-Mas           | Karácsonykor felnyitandó               |

### X-akták #4
- Megjelent: 1997. április
- Borító eredetije: The X-Files Annual Vol. 1 #1 (1995. augusztus)
- Borítót rajzolta: Miran Kim és Chris Helcermanas-Benge
- Eredeti ár: 228 Ft
- Főbb szereplők:
- Megjegyzés: A füzet legvégén egy fénykép található az X-akták sorozatának három mellékszereplőjéről.

| eredeti kiadvány      | eredeti megjelenés | írta            | rajzolta       | fordította  | történet eredeti címe                | történet magyar címe         |
| --------------------- | ------------------ | --------------- | -------------- | ----------- | ------------------------------------ | ---------------------------- |
| The X-Files Vol. 1 #7 | 1995. július       | Stefan Petrucha | Charles Adlard | Bata István | Trepanning Opera                     | Koponyalékelés               |
| The X-Files Vol. 1 #8 | 1995. augusztus    | Stefan Petrucha | Charles Adlard | Bata István | Silent Cities of the Mind (Part One) | A lélek néma városai 1. rész |

### X-akták #5
- Megjelent: 1997. október
- Borító eredetije: The X-Files Vol. 1 #11 (1995. november)
- Borítót rajzolta: Miran Kim és Ken Staniforth
- Eredeti ár: 228 Ft
- Főbb szereplők:
- Megjegyzés: A The X-Files Annual Vol. 1 #1 száma Magyarországon 2 részletben jelent meg, az X-akták #5 és #6. részeiben. A füzet legvégén egy fénykép található Mulder és Scully ügynökről.

| eredeti kiadvány             | eredeti megjelenés | írta            | rajzolta       | fordította  | történet eredeti címe                | történet magyar címe          |
| ---------------------------- | ------------------ | --------------- | -------------- | ----------- | ------------------------------------ | ----------------------------- |
| The X-Files Vol. 1 #9        | 1995. szeptember   | Stefan Petrucha | Charles Adlard | Bata István | Silent Cities of the Mind (Part Two) | A lélek néma városai II. rész |
| The X-Files Annual Vol. 1 #1 | 1995. augusztus    | Stefan Petrucha | Charles Adlard | Bata István | Hallow Eve                           | A halottak évadja I. rész     |

### X-akták #6
- Megjelent: 1997. december
- Borító eredetije: The X-Files Vol. 1 #10 (1995. október)
- Borítót rajzolta: Miran Kim és Michael Grecco
- Eredeti ár: 228 Ft
- Főbb szereplők:
- Megjegyzés: A The X-Files Annual Vol. 1 #1 száma Magyarországon 2 részletben jelent meg, az X-akták #5 és #6. részeiben. A magyar sorozat utolsó száma.

| eredeti kiadvány             | eredeti megjelenés | írta            | rajzolta       | fordította      | történet eredeti címe                               | történet magyar címe                       |
| ---------------------------- | ------------------ | --------------- | -------------- | --------------- | --------------------------------------------------- | ------------------------------------------ |
| The X-Files Annual Vol. 1 #1 | 1995. augusztus    | Stefan Petrucha | Charles Adlard | Kerényi Szabina | Hallow Eve                                          | A halottak évadja II. rész                 |
| The X-Files Vol. 1 #10       | 1995. október      | Stefan Petrucha | Charles Adlard | Oláh Gábor      | Feelings of Unreality Part 1: Wheels Withing Wheels | Valószerűtlen érzések 1. rész: Belső körök |

A következő szám február közepén jelenik meg! 

Benne: Valószerűtlen érzések második és harmadik rész – Ne mulassza el!

## Külső hivatkozások
- A SEMIC Interprint utódjának az ADOC-SEMIC honlapja
- A sorozat adatlapja a db.kepregeny.neten[halott link]